# Stadsdeel Noord (Enschede)
Stadsdeel Noord in de Nederlandse stad Enschede omvat de wijken Twekkelerveld, Bolhaar, Deppenbroek, Mekkelholt en Roombeek en het dorp Lonneker. In dit gebied zijn in totaal ruim 30.000 mensen woonachtig (januari 2008, bron: I&O Research), waarmee Noord-Enschede, na de stadsdelen Oost en Zuid, het op twee na grootste stadsdeel is.
Stadsdeelwethouder is Hans van Agteren (BBE).

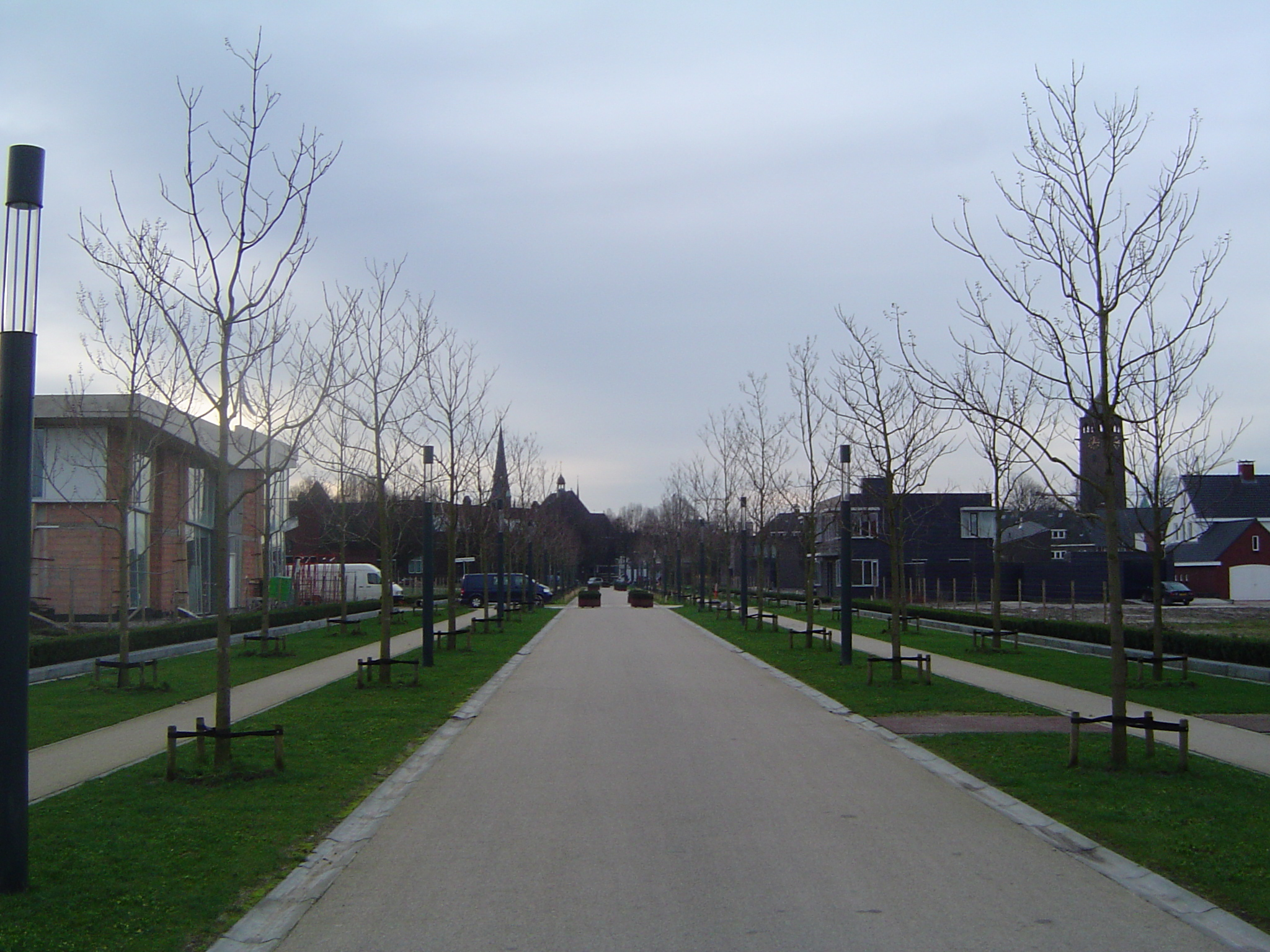
Nieuwbouw langs de Museumlaan in Roombeek